# Remodelling (otorinolaringoiatria)
Per remodelling si intende un processo di rimodellamento della mucosa nasale in seguito ad alterazioni subite a causa di stimoli infiammatori di varia natura (rinopatie, interventi chirurgici, ecc.).
La mucosa svolge normalmente un importante ruolo nella funzionalità respiratoria, controllando temperatura e umidità dell'aria che inspiriamo, e filtrando l'eventuale presenza di agenti esterni nocivi. Fondamentale in tutto ciò risulta il meccanismo di clearance mucociliare che, grazie all'incessante “battito” di particolari cellule ciliate, è in grado di eliminare le particelle inalate spostandole dal naso verso l'orofaringe. 
In presenza di uno stato infiammatorio, il corretto funzionamento della clearance mucociliare potrebbe però risultare pregiudicato, e con esso l'intero benessere respiratorio.

## Terapia
La mucosa respiratoria è rivestita da un sottile strato protettivo, costituito principalmente da acido ialuronico (sodio ialuronato): questa sostanza, prodotta naturalmente dall'organismo, va a stratificarsi sulle cellule epiteliali della mucosa, “amplificando” la clearance mucociliare e svolgendo un'importante attività antinfiammatoria. Partendo da questa evidenza, sono state sviluppate soluzioni terapeutiche per facilitare il remodelling della mucosa, proprio sfruttando le caratteristiche dell'acido ialuronico.
Una condizione in cui risulta particolarmente necessario velocizzare l'intero processo, è rappresentata dal periodo post-operatorio, successivo agli interventi di chirurgia che provocano alterazioni della mucosa nasale (FESS, settoplastica, rinoplastica). 
Sono ormai molti gli studi che dimostrano come in questi casi la somministrazione topica di nebulizzazioni di sodio ialuronato 9 mg APM - Alto Peso Molecolare sia in grado di accelerare il processo di remodelling, ovvero di abbreviare i tempi di guarigione della mucosa, favorendo la riepitelizzazione e riducendo lo stato infiammatorio. 
La nebulizzazione nasale della soluzione viene effettuata con appositi device in grado di produrre particelle della dimensione ottimale (10/20 micron) per poter agire localmente con efficacia, integrandosi con l'epitelio di rivestimento della mucosa, limitando la formazione di croste, abbreviando i tempi di recupero del paziente e minimizzando il suo disagio post-operatorio.